# Popular Electronics
Popular Electronics war eine US-amerikanische Computerzeitschrift aus dem Ziff-Davis Verlag. Die Zeitschrift erschien erstmals im Oktober 1954 und war für Hobbyisten gedacht, die sich mit dem Thema Elektronik beschäftigen wollten. Schnell wurde es „World's Largest-Selling Electronics Magazine“. Es wurden 240,151 Exemplare im April 1957 und 400,000 Exemplare im Jahre 1963 monatlich verkauft. Der Ziff-Davis-Verlag veröffentlichte die Zeitschrift bis in den April 1985. Gernsback Publications übernahm den Titel im Jahre 1988 und nannte die Zeitschrift in „Hands-On Electronics“ um. Diese Version von Popular Electronics wurde veröffentlicht bis zum Dezember 1999.
Die wohl bekannteste Ausgabe der Zeitschrift erschien im Januar 1975, als der Altair-8800-Computer auf dem Cover abgebildet war und die Heimcomputer-Revolution einläutete. Paul Allen zeigte die Ausgabe Bill Gates, die daraufhin den BASIC-Interpreter für den Altair-Computer schrieben und die Firma Microsoft gründeten.